# کاچیریراس د ماکوکو
کاچیریراس د ماکوکو (به پرتغالی: Cachoeiras de Macacu) یک منطقهٔ مسکونی در برزیل است که در ریو دو ژانیرو واقع شده‌است. کاچیریراس د ماکوکو ۹۵۵٫۸۰۶ کیلومتر مربع مساحت و ۵۹٬۳۰۳ نفر جمعیت دارد و ۵۴ متر بالاتر از سطح دریا واقع شده‌است.